# Tadpatri

Tadpatri är en stad i delstaten Andhra Pradesh i Indien, och tillhör distriktet Anantapur. Folkmängden uppgick till 108 171 invånare vid folkräkningen 2011.